# Sturkie (Alabama)
Sturkie ist ein Weiler ohne Gemeindezugehörigkeit in der Waverly Division des Chambers County, Alabama, USA. Sie liegt etwa 8,1 mi (13 km) südsüdwestlich der Stadt LaFayette, deren ZIP-Code und Telefonvorwahl die Siedlung verwendet, an der Einmündung der Chambers County Road 16 in den U.S. Highway 431. Westlich von ihr entspringt der Little Sandy Creek, der als Sandy Creek in den Martin Lake mündet, östlich der Swapper Creek, ein Zufluss des Osanippa. In der Nähe von Sturkie befindet sich mit His Place Farm der landwirtschaftliche Zweig einer missionarisch-karitativen Einrichtung.
Der Ort ist zwar nicht als eigenständige Einheit in den Volkszählungen erfasst, gibt aber dem Wahlbezirk Sturkie Voting District seinen Namen.